# Chrysophylloideae
Chrysophylloideae es una subfamilia de plantas con flores perteneciente a la familia Sapotaceae.

## Géneros
| - Aubregrinia Heine - Beccariella Pierre - Breviea Aubrév. & Pellegr. - Chromolucuma Ducke - Chrysophyllum L. - Delpydora Pierre - Diploon Cronquist - Ecclinusa Mart. - Elaeoluma Baill. - Englerophytum K.Krause - Magodendron Vink - Micropholis (Griseb.) Pierre - Niemeyera F.Muell. | - Omphalocarpum P.Beauv. - Pichonia Pierre - Planchonella Pierre - Pouteria Aubl. - Pradosia Liais - Pycnandra Benth. - Sarcaulus Radlk. - Sersalisia R.Br. - Synsepalum (A.DC.) Daniell - Tridesmostemon Engl. - Tsebona Capuron - Van-Royena Aubrév. - Xantolis Raf. |